# Negishi Shingorō
Negishi Shingorō (根岸信五郎?   15 de enero de 1844 - 15 de septiembre de 1913) fue un maestro de kenjutsu japonés durante el período Meiji. Fue de gran influencia en el mundo del kendo. Pertenecía a la escuela Shinmō-ryū y ostentaba el título de Hanshi de la Asociación de Budō de Japón. Su nombre de nacimiento era Sogo [en japonés: (資剛)].

## Biografía
Nació en Echigo, como el hijo ilegítimo de Yorimoto Makino, miembro del clan Nagaoka, fue adoptado por Shiroemon Negishi, un magistrado de la ciudad con un salario de 250 koku en el mismo clan. Comenzó a estudiar kenjutsu a la edad de 8 años.
Entrenamiento en el Rikugun-kan Bajo las órdenes de Tadayasu Makino, el señor del clan, fue enviado junto con Iori Onoda, otro samurái del clan, a Edo para recibir entrenamiento en kenjutsu. En la primavera de 1863, llegó a Edo y se unió al dōjō de Shinmō-ryū, llamado Rikugun-kan. Recibió instrucción de Shintarō Saitō (segundo Saitō Yagorō). Otros patriotas involucrados en la Restauración Meiji, como Kogorō Katsura y Noboru Watanabe, también pertenecieron a la misma escuela, pero Katsura regresó a su clan, Chōshū, en 1859, por lo que no estaba en Rikugun-kan cuando Negishi se unió. En 1865, se le concedió el título de Menkyo Kaiden y se dice que también fue nombrado shihan-dai (subinstructor) al mismo tiempo.

## Durante la Guerra Boshin
Después de regresar a su clan, estalló la Guerra Boshin, y Negishi participó en la Guerra de Echigo como comandante de una unidad de kenjutsu. Bajo el mando de Tsuneyuki Kawai, luchó contra las fuerzas del gobierno de la Restauración Meiji y logró recuperar el Castillo de Nagaoka después de su captura, organizando a más de cien espadachines. Sin embargo, durante la batalla, sufrió una herida de bala que le perforó el cuerpo y se infectó con gusanos en la herida. Aunque se temía por su vida, logró sobrevivir raspando la herida con una cuerda áspera.
Sobre su experiencia en combate, más tarde reflexionó: 

Cuando me enfrenté al enemigo por primera vez, era imposible discernir el tipo de arma que tenían o la distancia adecuada. Simplemente me lancé hacia ellos con la espada, y después de eso, solo sentí alivio al darme cuenta de que estaba ileso. A pesar de mi habilidad en cortar papel, era completamente incompetente en ese momento. Después de recuperar la conciencia, mi cuerpo temblaba, tenía dificultad para respirar y había perdido casi toda mi fuerza. La realidad del combate es algo que no se puede imaginar fácilmente. A medida que se repitieron las batallas, poco a poco fui adquiriendo una especie de calma interior, pero cuando estaba en medio de la acción, no podía mantener la serenidad. No pude liberarme completamente de esa intensidad hasta el final de la guerra.

## Después de la Restauración Meiji
En 1873, participó en el evento de esgrima en Asakusa organizado por el segundo Saito Yagoro. En 1883, compitió en el Torneo de Esgrima de Miyoshiro Yayoi Sha organizado por la Policía Metropolitana de Tokio como sargento de la gendarmería, y derrotó a Kawahara Noriaki (estilo Naishin'ei). En 1884, fue derrotado por Mitsuhashi Kanichiro en el mismo torneo. En 1885, participó en el Torneo de Exhibición celebrado en la residencia de Ito Hirobumi en Takanawa y empató con Sakabe Daisaku (estilo Kagami Shinmei-ryu). Ese mismo año, también participó en el Torneo de Exhibición del Ministerio de la Casa Imperial y fue derrotado por Watanabe Raku-no-suke.
En 1885, estableció el dojo "Yushinkan" en Nishikogawa-cho, Kanda-ku, convirtiéndose en un dojo de gran influencia en el mundo del kendo. En 1888, cambió su carrera de gendarme a policía y ocupó los cargos de encargado de esgrima de la Policía Metropolitana, encargado de esgrima de la Policía del Palacio Imperial y empleado del Ministerio de la Casa Imperial en el Zennaikan.
En 1894, se convirtió en el instructor del Club de Esgrima de la Universidad Keio (este club alcanzó su apogeo y en 1918, se decidió incluir el kendo como una asignatura obligatoria para los estudiantes de tercer año o superiores de la facultad común, y también se decidió impartir instrucción de kendo a los estudiantes de sexto año de la escuela primaria).

## En sus últimos años

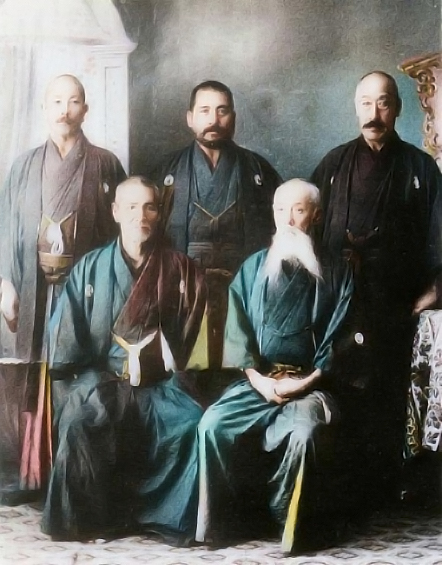
Comité principal encargado de establecer las formas del Imperial Japón en el arte del Kendo. Desde la derecha en la fila frontal: Negishi Shingoro, Shinpei Tsuji. Desde la derecha en la fila posterior: Monna Tadashi, Naitō Takaharu, Takano Sasaburō.

En 1895, participó en el primer Festival de Artes Marciales de la Gran Sociedad de Budo de Japón y fue reconocido por su destacada actuación, recibiendo el Certificado de Perfección. En 1906, se le otorgó el título de "Hanshi". Junto con Magai Tadataka y Tokunō Sekishirō, fue conocido como uno de los "Tres Ancianos del Kendo en la Ciudad Oriental" y era una figura destacada en el mundo del kendo durante la era Meiji. En 1911, fue seleccionado como el principal investigador del Comité de Investigación de las Formas de Kendo (compuesto por 25 miembros seleccionados a nivel nacional) y contribuyó en gran medida en el establecimiento del sistema de formas del Kendo kata del Imperio de Japón. Como Shingoro no tenía hijos biológicos, adoptó a Nakayama Hakudō, su destacado discípulo, como su hijo adoptivo y le transmitió la dirección del Yushinkan, quien ayudó a desarrollar el iaido y el kendo.
En su vejez, cuando Negishi entraba al dojo apoyado en los brazos de sus discípulos, ellos lo ayudaban a prepararse, pero una vez que empuñaba el shinai, aunque los más enérgicos se lanzaran con gran vigor, no lograban tocarlo ni una sola vez, mientras él los golpeaba fácilmente. Además, se decía que el shinai de Negishi se movía lentamente. Sobre esto, Junzō Sasamori dijo: "No se trata de fuerza física ni de habilidad técnica, sino de una visión y percepción más allá de la reflexión".
El 15 de septiembre de 1913, falleció a la edad de 69 años. Su nombre budista fue "Yūshin-in Den Kenyō Sodō Munei Dai Kyoji". Su tumba se encuentra en el Templo Tenshinji en Minami-Azabu, en el barrio de Minato-ku en Tokio. Nakayama Hiromichi también está enterrado en el mismo templo. Además, en el Templo Sōtō Zen Seishōji en Atago, Minato-ku, había un gran monumento conmemorativo erigido por sus discípulos, pero en 1999, debido a un proyecto de desarrollo, se trasladó a un templo en la ciudad de Toda, prefectura de Saitama (Templo Tafukuin).

## Publicaciones
- En 1884, publicó "Gekken Shinan" ("Guía de la Espada") donde explicó las técnicas del kendo con el objetivo de progresar a través de etapas y secuencias ordenadas. En esta obra, mencionó que en Japón no había libros sobre el kendo desde la antigüedad y describió las técnicas de esta disciplina.
- Se ha transmitido el "Negishi Shingorō-sensei Ikō Kendō Kōwa Roku" ("Registro de las Conferencias sobre Kendo del Maestro Negishi Shingorō") que fue escrito por sus discípulos y que recopila de manera clara las enseñanzas de Negishi sobre los fundamentos y la lógica del kendo. En este documento, enfatizó la importancia de la "actitud mental" y la "agudeza para percibir la oportunidad" antes de ejecutar una técnica, así como la importancia de la "habilidad técnica". Estos conceptos se basan en la premisa de "conocerse a uno mismo en primer lugar" y la necesidad de lograr la sincronización de las manos, los pies y el cuerpo.